# Tigres de la UANL Femenil
El Club de Fútbol Tigres de la Universidad Autónoma de Nuevo León Femenil, o simplemente Tigres de la UANL Femenil, es un equipo de fútbol femenil mexicano que participa en la Liga MX Femenil, en la cual ostenta el récord de más títulos de liga ganados, con 6 y 3 títulos de "Campeón de Campeonas", por lo cual es considerado el equipo más ganador de la Liga MX Femenil. Es la rama femenil de los Tigres, equipo de la Primera División de México. Al haber otro equipo en la ciudad, se genera mayor rivalidad deportiva con las Rayadas del Monterrey, con quien se enfrenta en el llamado Clásico Regiomontano.

## Historia

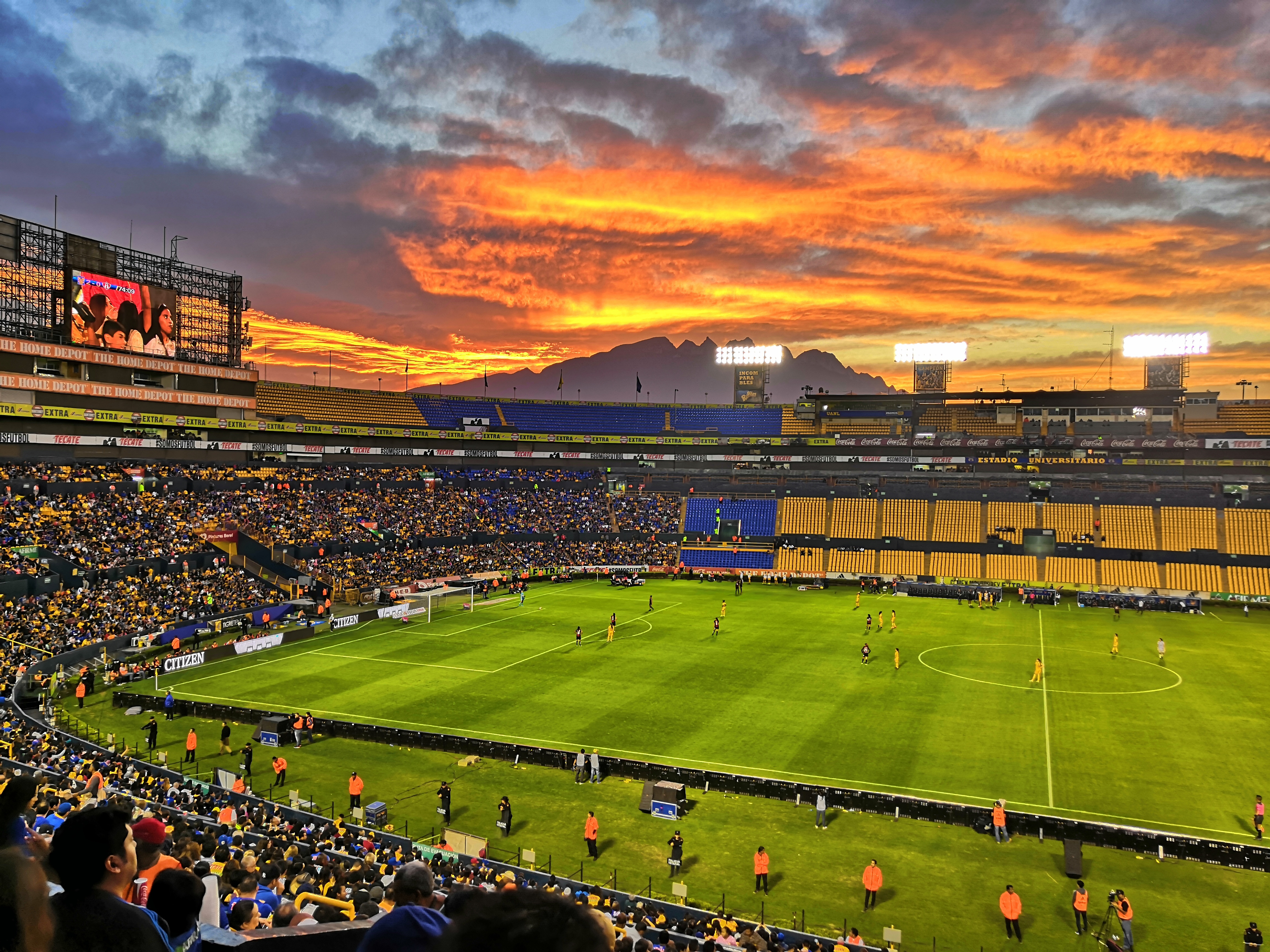
Tigres de la UANL vs Atlas, 3 de febrero de 2020

El 5 de diciembre de 2016 Enrique Bonilla, presidente de la Primera División de México, anunció la creación de una liga profesional para mujeres. El 14 de enero de 2017, el club Tigres UANL anunció a través de su página web y de sus redes sociales, la convocatoria para las visorias para formar parte del equipo femenil, haciendo de manera oficial la creación del club. Se realizaron visorias los días 20, 21 y 22 de enero en donde participaron más de 2000 mujeres.
El equipo tuvo su debut el 3 de mayo de 2017 en un partido de la Copa de la Liga MX Femenil 2017, se enfrentaron ante Pumas UNAM con resultado final de 4-1 a favor de las capitalinas. El equipo estuvo al mando de Miguel Razo, y las 11 jugadoras que iniciaron el partido fueron: Susana Cantú, Jazmín Enrigue, Paulina Solís, Navil Rosales, Karelly Flores, Brenda Ibarra, Nancy Antonio, Blanca Solís, Lanny Silva, Andrea Guzmán y Belén Cruz; esta última fue la autora del primer gol en la historia del club por la vía penal al minuto 56 del partido.
Su segundo partido fue contra Monterrey, en la primera edición del Clásico Regiomontano femenil. El encuentro fue disputado el 4 de mayo de 2017, donde las Tigrillas obtuvieron su primera victoria al derrotar 4-3 a las Rayadas, ganando asimismo el primer Clásico Regio Femenil. La felina Lanny Silva anotó el primer gol en la historia de los clásicos regios femeniles apenas en el primer minuto del encuentro. Al final de la competencia registraron una victoria, una derrota y un empate.
El 29 de julio de 2017 disputaron su primer partido de liga como visitantes ante Querétaro, el resultado terminó en empate sin goles y las titulares del encuentro fueron: Ana Paz, María Yokoyama, Jazmín Enrigue, Karen Luna, Nancy Antonio, Liliana Mercado, Nayeli Rangel, Lizbeth Ovalle, Natalia Villarreal, Belén Cruz y Fabiola Ibarra; bajo el mando de un histórico en la institución, Osvaldo Batocletti.
El 5 de agosto de 2017 disputaron su primer partido como locales en el Estadio Universitario, en partido de la jornada 2 del Apertura 2017 contra las Chivas de Guadalajara. El resultado fue favorable para las Tigresas por marcador de 2-0, mientras que la autora del primer gol oficial de Tigres Femenil en un partido de liga fue Blanca Solís apenas al minuto 2 del encuentro.
El 27 de abril de 2018 se disputaría la final de ida de la Liga MX Femenil, entre Tigres y Rayadas, que terminaría en un empate a 2-2, juego que se definiría en el Estadio BBVA Bancomer. En la vuelta, disputada el 4 de mayo de 2018, el partido terminaría empatado 2-2, en los primeros 90 minutos, lo que obligaría a irse a la tanda de penales, instancia donde Tigres se coronaría por primera vez en su historia (en la instancia femenil) derrotando a Rayadas.
En el Apertura 2018 el equipo logra terminar el torneo de manera invicta, pero es incapaz de revalidar su título perdiendo la final ante el Club América en tanda de penales, gracias a una sobresaliente actuación de la portera americanista, la cual logró atajar 2 penales. 
Para el Torneo Clausura 2019, Tigres Femenil obtiene su segundo título, al llegar a su tercera final consecutiva,  venciendo de nueva cuenta a Rayadas en el Estadio BBVA Bancomer por un marcador global de 3-2.
En el Apertura 2019 llegarían nuevamente a la final, pero en el Estadio BBVA se esfumarían las esperanzas del bicampeonato ante las Rayadas Femenil tras un marcador global de 1-2.
Llegando el Guard1anes 2020 tras quedar líderes del torneo, se enfrentarían en los cuartos de final al Pachuca Femenil a las que vencieran fácilmente en un marcador global de 6-2, en las semifinales se interpondría Querétaro Femenil que venía de derrotar a Atlas Femenil, las amazonas lograron avanzar por quinta vez consecutiva a la final tras un demoledor marcador global de 4-0, ya ahí, se volverían a enfrentar a las Rayadas, en la ida las de San Nicolás lograron aventajar por marcador de 0-1, en el Universitario, cuanto todo parecía perdido para las Rayadas, lograron anotar un gol que enviaría a la serie a la Prórroga, todo finalizó sin goles, así que para definir al campeón tuvieron que irse a la Tanda de penaltis, en donde las locales lograron el título tras un marcador de 3-2, convirtiéndose así, en el equipo más ganador de la Liga femenil.
Ya en el Clausura 2021, lograron otra vez ser el líder general del torneo, llegaron sin complicaciones a la final, eliminando a las Águilas del América tras un devastador marcador global de 6-0, en semifinales, eliminaron a las Rayadas, tras un empate a 2 en la ida, y en el Universitario, las de San Nicolás aplastaron tras un marcador de 4 a 1, en la final, se enfrentarían a las primeras campeonas femeniles, las Chivas Femenil, en la ida en Guadalajara en el último minuto tras un empate a 1, las visitantes lograrían anotar el gol que las aventajaba para la vuelta, en San Nicolás apenas a los 15 minutos, las Tigresas ya estarían ganando 3-0, pero 5 minutos antes del descanso, las Chivas lograrían el gol que las acercaba al campeonato, 13 minutos después del inicio del segundo tiempo, las Chivas anotaban otro gol ante las locales, que dejaba a tan solo dos goles más del empate global, sin embargo, en los últimos minutos del encuentro, las universitarias anotarían otros dos goles que le ponían nombre al título de Liga, en el último minuto, las visitantes logran encontrar la red, pero eso no sería suficiente, para que las Amazonas lograran el cuarto título, el bicampeonato y el primer trofeo de Campeón de campeones Femenil.
En junio de 2022, después de perder por la Liguilla del Torneo Clausura 2022, el club despidió al entrenador Roberto Medina y contrató a la canadiense de herencia italiana Carmelina Moscato como primera entrenadora de la historia del equipo.
En septiembre de 2022, en un ranking mensual que refleja el desempeño de los equipos en torneos nacionales e internacionales durante los últimos 12 meses, la IFFHS ubicó a Tigres como el mejor equipo de la Concacaf, siendo el primer club de México en liderar el ranking en toda su historia.

## Estadio

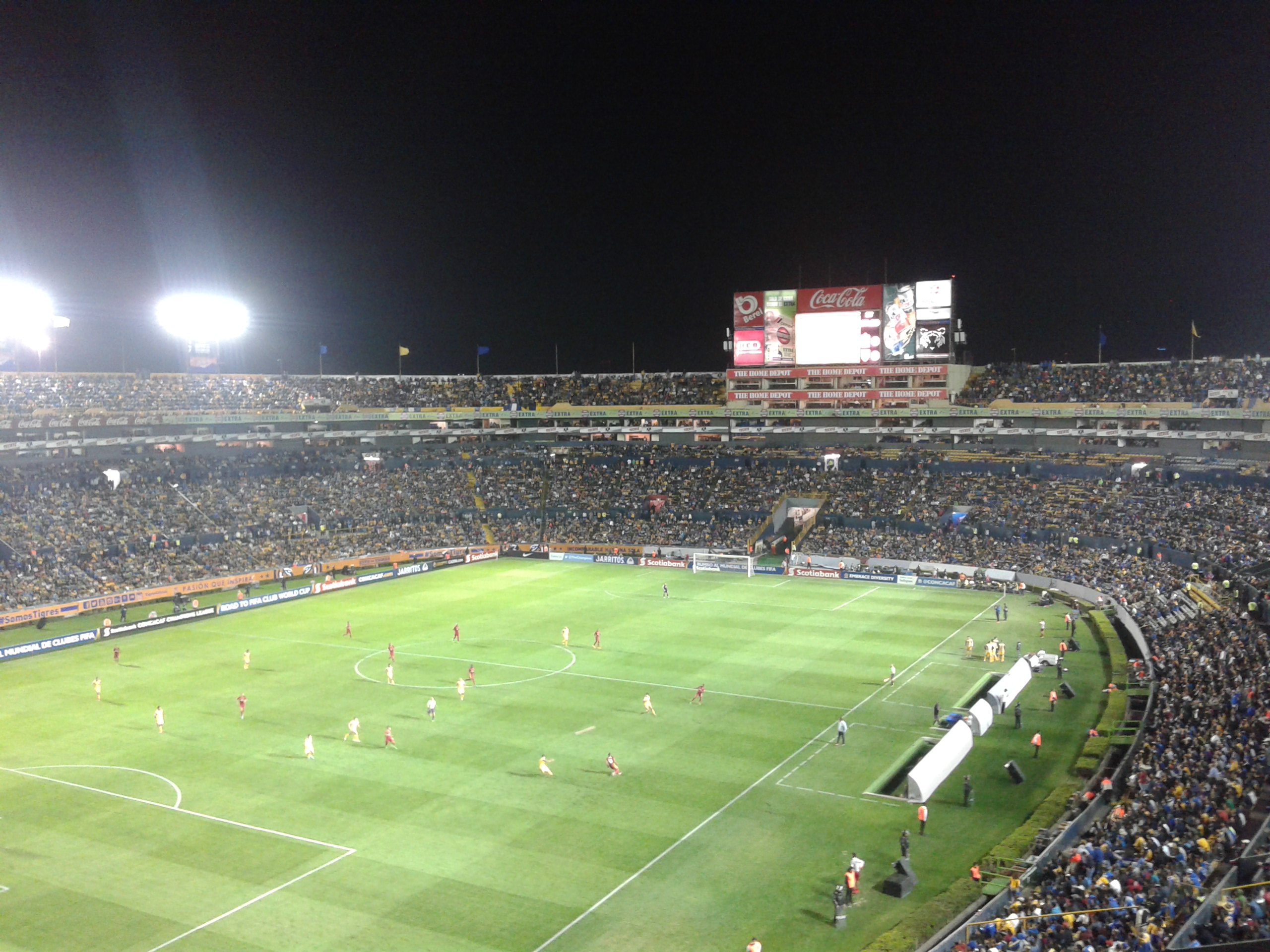
Estadio Universitario.

El Estadio Universitario, también conocido como El volcán, es el estadio de local de Tigres de la UANL Femenil. Con un aforo para 42 mil espectadores, se encuentra situado en el corazón del campus de la Universidad Autónoma de Nuevo León, en el municipio metropolitano de San Nicolás de los Garza, Nuevo León. El escenario fue inaugurado el 30 de mayo de 1967 con un partido entre Rayados de Monterrey y el Atlético de Madrid, con resultado final de 1-1, el primer gol lo anotó Mariano Ubiracy.
El Estadio Universitario es conocido en todo el mundo porque allí se popularizó el fenómeno de “La Ola”, en el mundial de México 1986.
El Estadio Universitario ha sido testigo de momentos destacados de los Tigres, como fueron:
- El ascenso a Primera División sobre los Leones Negros de la Universidad de Guadalajara en 1973-74.
- Su primer campeonato de Copa México en 1975-76 con triunfo de 2-0 sobre el América.
- La salvación de caer a Segunda División en 1976-77 al imponerse 2-1 al Zacatepec.[16]
- El campeonato del Apertura 2011 donde vencieron a Santos Laguna por un marcador de 3-1, para así sellar el 4-1 de manera global y consagrarse campeones tras 29 años de espera.[17]
- El quinto título de liga del club, mismo que consiguiera en plena Navidad en el Apertura 2016 al derrotar 3-0 en tanda de penales al Club América.
- La goleada por 4-1 al Monterrey en el partido de ida de los cuartos de final del Clausura 2017, para después ganar 2-0 en la vuelta en donde los felinos eliminaron por primera vez al archirrival de la ciudad en liguillas.[18]
- La ida de la primera final de Clásico Regio en la Liga MX en donde los Rayados de Monterrey y los Tigres empataron 1-1, para en la vuelta ganar 1-2 y llevarse el sexto campeonato.

## Indumentaria

### Proveedor
| Período     | Proveedor |
| ----------- | --------- |
| 2017 – 2025 | Adidas    |

### Patrocinadores
| - Oxxo gas - H-E-B - Viva - Pinturas Berel - Cemex - Tecate - Bitso - Afirme - TUDN - Chirey - Telcel | - Coca-Cola - Tim Hortons - Mercedes-Benz - Sabritas - Christus Muguerza - Helados Nestlé - Carl's Jr. - Powerade - Chimex - Quesos Chilchota - Farmacias Benavides | - EMME - Grupo Rivero - Fitzer - Tito's Alitas Adictivas - Pizza Deprizza - Mr. Pay Pastelerías - Chicharronería Méndez Jr. - Racing Cargo - eFootball - Hogar Futuro - Warner Bros. Pictures - Barbie - Wonder Woman |

## Jugadoras

### Altas y bajas: Apertura 2025
Fecha de actualización
| Altas          | Altas         | Altas          |
| Jugadora       | Posición      | Procedencia    |
| -------------- | ------------- | -------------- |
| Sabrina Enciso | Defensa       | Club América   |
| María Sánchez  | Mediocampista | San Diego Wave |
| Diana Ordóñez  | Delantera     | Houston Dash   |

Existen casos de jugadoras que estaba en el equipo piloto y fichan para otro equipo, la jugadora se considerará baja las que debutan en liga.
| Bajas              | Bajas         | Bajas                      |
| Jugadora           | Posición      | Procedencia                |
| ------------------ | ------------- | -------------------------- |
| Ofelia Solís       | Porteria      | Agente Libre               |
| Bianca Sierra      | Defensa       | Retiro                     |
| Ana Seiça          | Defensa       | Sport Lisboa e Benfica     |
| Natalia Villarreal | Defensa       | Club Deportivo Guadalajara |
| Joseline Montoya   | Mediocampista | Club Deportivo Guadalajara |
| Nayeli Rangel      | Mediocampista | Fomget Gençlik ve Spor     |
| Ana Dias           | Delantera     | Fomget Gençlik ve Spor     |
| Lizbeth Ovalle     | Mediocampista | Agente libre               |

### Fuerzas Básicas

#### Sub-19
- La jugadora ya debutó en Primera División.

### Jugadoras internacionales
| Selección                                  | Categoría | Jugadoras | #      |
| ------------------------------------------ | --------- | --- | ------ |
| México                                     | Absoluta  | Alexia Delgado, Cristina Ferral, Greta Espinoza, Lizbeth Ovalle, Maricarmen Reyes, Anika Rodríguez, Álison González, Belén Cruz, Cecilia Santiago, Jana Gutiérrez, Joseline Montoya, Nancy Antonio, Stephany Mayor. | 5 (13) |
| México                                     | Sub-20    | María González, Tatiana Flores, Blanca Muñóz, Mariangela Medina | 2 (4)  |
| México                                     | Sub-17    | Natalia Muñóz, Ana Sofía Salas | 1 (2)  |
| México                                     | Sub-16    | ‘Perla Reyes’ | 1 (1)  |
| México                                     | Sub-15    | Dana Tinajero, Fernanda Garza | (2)    |
| Jamaica                                    | Absoluta  | ‘Konya Plummer’ | 1 (1)  |
| Sudáfrica                                  | Absoluta  | ‘Thembi Kgatlana’ | 1 (1)  |
| España                                     | Absoluta  | ‘Jennifer Hermoso’ | 1 (1)  |
| Fecha de actualización: 24 de mayo de 2024 |           | |        |

Se consideran jugadoras internacionales si han recibido llamado a selecciones nacionales en los últimos 12 meses. Con negritas se muestran aquellas jugadoras que han sido llamadas en la última convocatoria.

## Plantillas Importantes

### 11 Inicial en Copa
El Club de Fútbol Tigres de la Universidad Autónoma de Nuevo León Femenil inicia la era profesional del fútbol femenil en la Copa el miércoles 3 de mayo de 2017. Enfrentó al Club Universidad Nacional en el Estadio de la Federación Mexicana de Fútbol, cayendo con un marcador de 4-1. La única anotadora a favor fue Belén Cruz (56'). 
| Alineación: - Susana Cantú - Jazmín Enrigue - Paulina Solís - Navil Rosales - Karelly Flores - Brenda Ibarra - Nancy Antonio - Belén Cruz - Andrea Guzmán - Blanca Solís - Lanny Silva - D.T. Miguel Razo |  | S. Cantú J. Enrigue P. Solís N. Rosales K. Flores B. Ibarra N. Antonio B. Cruz A. Guzmán L. Silva B. Solís |

### 11 Inicial en Liga
Las Amazonas inician su participación en la Liga MX Femenil el sábado 29 de julio de 2017 en el Centro Gallo de Alto Rendimiento, empatando 0-0 con el Querétaro Fútbol Club.
| Alineación: - Ana Gabriela Paz - Akemi Yokoyama - Jazmín Enrigue - Karen Luna - Nancy Antonio - Liliana Mercado - Nayeli Rangel - Lizbeth Ovalle - Natalia Villareal - Belén Cruz - Fabiola Ibarra - D.T. Miguel Razo |  | A. Paz A. Yokoyama J. Enrigue K. Luna N. Antonio N. Villarreal N. Rangel L. Mercado L. Ovalle B. Cruz F. Ibarra |

### 1erPartido de Liguilla
Las universitarias inician su participación en la fase final de la Liga MX Femenil en las semifinales del torneo Apertura 2017 el lunes 6 de noviembre de 2017 en el Estadio Hidalgo, cayendo 4 a 0 ante el Club de Fútbol Pachuca.
| Alineación: - Ofelia Solís - Akemi Yokoyama - Jazmín Enrigue - Nancy Antonio - Carolina Jaramillo - Nayeli Rangel - Natalia Villareal - Belén Cruz - Selene Cortés - Katty Martínez - Blanca Solís - D.T. Miguel Razo |  | O. Solís A. Yokoyama J. Enrigue N. Villarreal S. Cortés N. Rangel N. Antonio C. Jaramillo B. Cruz B. Solís K. Martínez |

### 1ª Final de Liga (1erCampeonato de la Liga MX Femenil)
Las Auriazules llegan a la final de la Liga MX Femenil en el torneo Clausura 2018 el viernes 27 de abril de 2018, enfrentando al Club de Fútbol Monterrey. Empatan 2 a 2 en el marcador con gol de Belén Cruz (10') y un autogol de Vanessa López (94') en el partido de ida en el Estadio BBVA. Posteriormente, en el partido de vuelta, el global fue de 4 a 4 con goles de Lizbeth Ovalle (18') y Katty Martínez (78'). Ganaron la serie en instancia de penales por 3 a 1, coronándose por primera vez en el Estadio Universitario. 
| Alineación (Ida): - Ángeles Martínez - Akemi Yokoyama - Jazmín Enrigue - Karen Luna - Nancy Antonio - Liliana Mercado - Carolina Jaramillo - Nayeli Rangel - Lizbeth Ovalle - Natalia Villareal - Belén Cruz - D.T. Osvaldo Batocletti |  | A. Martínez A. Yokoyama J. Enrigue K. Luna N. Antonio L. Mercado C. Jaramillo N. Rangel L. Ovalle N. Villarreal B. Cruz |  | Alineación (Vuelta): - Ángeles Martínez - Jazmín Enrigue - Karen Luna - Nancy Antonio - Liliana Mercado - Carolina Jaramillo - Nayeli Rangel - Lizbeth Ovalle - Natalia Villareal - Belén Cruz - Blanca Solís - D.T. Osvaldo Batocletti |  | A. Martínez J. Enrigue K. Luna N. Antonio N. Villarreal N. Rangel L. Mercado C. Jaramillo L. Ovalle B. Cruz B. Solís |

### 2ª Final de Liga
Las felinas llegan a su segunda final de la Liga MX Femenil en el torneo Apertura 2018 el martes 11 de diciembre de 2018, enfrentando a Club América. Empatan 2 a 2 en el marcador con un gol de Lizbeth Ovalle (18') y un autogol de Julieta Peralta (72') en el partido de ida en el Estadio Azteca. Posteriormente, en el partido de vuelta, el global fue de 3 a 3 con gol de Liliana Mercado (71'). Pierden la serie en instancia de penales por 3 a 1, quedando subcampeonas en el Estadio Universitario. 
| Alineación (Ida): - Alejandra Gutiérrez - Greta Espinoza - Cristina Ferral - Karen Luna - Selene Cortés - Nancy Antonio - Liliana Mercado - Lizbeth Ovalle - Belén Cruz - Evelyn González - Katty Martínez - D.T. Ramón Villa Zeballos |  | A. Gutiérrez G. Espinoza C. Ferral K. Luna S. Cortés N. Antonio L. Mercado L. Ovalle B. Cruz E. González K. Martínez |  | Alineación (Vuelta): - Alejandra Gutiérrez - Greta Espinoza - Karen Luna - Selene Cortés - Nancy Antonio - Liliana Mercado - Carolina Jaramillo - Nayeli Rangel - Lizbeth Ovalle - Belén Cruz - Katty Martínez - D.T. Ramón Villa Zeballos |  | A. Gutiérrez G. Espinoza K. Luna S. Cortés N. Antonio L. Mercado C. Jaramillo N. Rangel L. Ovalle B. Cruz K. Martínez |

### 3ª Final de Liga (2º Campeonato de la Liga MX Femenil)
Las Universitarias llegan a su tercera final de la Liga MX Femenil en el torneo Clausura 2019 el viernes 10 de mayo de 2019, enfrentando nuevamente a Club de Fútbol Monterrey. Empatan 1 a 1 en el marcador con un autogol de Alexa Frías (61') en el partido de ida en el Estadio Universitario. Posteriormente, en el partido de vuelta, el global fue de 3 a 2 en contra con goles de Blanca Solís (8') y Lizbeth Ovalle (25'). Quedan como campeonas por segunda ocasión en el Estadio BBVA. 
| Alineación (Ida): - Ofelia Solís - Greta Espinoza - Cristina Ferral - Karen Luna - Selene Cortés - Nancy Antonio - Liliana Mercado - Lizbeth Ovalle - Belén Cruz - Blanca Solís - Katty Martínez - D.T. Roberto Medina |  | O. Solís G. Espinoza C. Ferral K. Luna S. Cortés N. Antonio L. Mercado N. Rangel L. Ovalle B. Cruz B. Solís |  | Alineación (Vuelta): - Ofelia Solís - Greta Espinoza - Cristina Ferral - Karen Luna - Selene Cortés - Nancy Antonio - Liliana Mercado - Lizbeth Ovalle - Belén Cruz - Blanca Solís - Katty Martínez - D.T. Roberto Medina |  | O. Solís G. Espinoza C. Ferral K. Luna S. Cortés N. Antonio L. Mercado N. Rangel L. Ovalle B. Cruz B. Solís |

### Primer amistoso internacional
Tigres Femenil, como parte de la pretemporada para el torneo Apertura 2019, se enfrentó a Sun Devil Soccer el 25 de junio en el Estadio Tecnológico. Fue su primer partido internacional y empataron 2-2 con goles de Natalia Gómez Junco al minuto 25 y un cobro de tiro penal por Liliana Mercado al minuto 45, al final el encuentro se definió en tanda de penales, cayendo por 7 a 6. 
| Alineación: - Ofelia Solís - Greta Espinoza - Cristina Ferral - Karen Luna - Selene Cortés - Nancy Antonio - Liliana Mercado - Natalia Gómez Junco - Lizbeth Ovalle - Evelyn González - Katty Martínez - D.T. Roberto Medina |  | O. Solís G. Espinoza C. Ferral K. Luna S. Cortés N. Antonio L. Mercado N. Gómez L. Ovalle E. González K. Martínez |

### 4ª Final de Liga
La U Femenil llega a su cuarta final de la Liga MX Femenil en el torneo Apertura 2019 el viernes 29 de noviembre de 2019, enfrentando nuevamente al Club de Fútbol Monterrey. Empatan 1 a 1 en el marcador con un autogol de Belén Cruz (5') en el partido de ida en el Estadio Universitario. Posteriormente, en el partido de vuelta, el global fue de 2 a 1 en contra. Quedan como subcampeonas en el Estadio BBVA. 
| Alineación (Ida): - Ofelia Solís - Greta Espinoza - Cristina Ferral - Karen Luna - Selene Cortés - Nancy Antonio - Liliana Mercado - Nayeli Rangel - Lizbeth Ovalle - Belén Cruz - Katty Martínez - D.T. Roberto Medina |  | O. Solís G. Espinoza C. Ferral K. Luna S. Cortés N. Antonio L. Mercado N. Rangel L. Ovalle B. Cruz K. Martínez |  | Alineación (Vuelta): - Ofelia Solís - Greta Espinoza - Cristina Ferral - Karen Luna - Selene Cortés - Nancy Antonio - Liliana Mercado - Nayeli Rangel - Lizbeth Ovalle - Belén Cruz - Katty Martínez - D.T. Roberto Medina |  | O. Solís G. Espinoza C. Ferral K. Luna S. Cortés N. Antonio L. Mercado N. Rangel L. Ovalle B. Cruz K. Martínez |

### 5ª Final de Liga (3erCampeonato de la Liga MX Femenil)
Las Amazonas llegan a su quinta final en el Apertura 2020 el viernes 11 de diciembre de 2020, enfrentando nuevamente a Club de Fútbol Monterrey. Ganaron el partido de ida en el Estadio BBVA con un marcador de 1-0 a favor, con un gol de Lizbeth Ovalle (61'). Posteriormente, en el partido de vuelta, el global fue de 1 a 1. Ganaron la serie en instancia de penales por 3 a 2, quedando como campeonas por tercera ocasión en el Estadio Universitario. 
| Alineación (Ida): - Ofelia Solís - Greta Espinoza - Cristina Ferral - Bianca Sierra - Natalia Villarreal - Nancy Antonio - Liliana Mercado - Natalia Gómez Junco - Lizbeth Ovalle - Stephany Mayor - Katty Martínez - D.T. Roberto Medina |  | O. Solís G. Espinoza C. Ferral B. Sierra N. Villarreal N. Antonio L. Mercado N. Gómez L. Ovalle S. Mayor K. Martínez |  | Alineación (Vuelta): - Ofelia Solís - Greta Espinoza - Cristina Ferral - Bianca Sierra - Natalia Villarreal - Nancy Antonio - Liliana Mercado - Natalia Gómez Junco - Lizbeth Ovalle - Stephany Mayor - Katty Martínez - D.T. Roberto Medina |  | O. Solís G. Espinoza C. Ferral B. Sierra N. Villarreal N. Antonio L. Mercado N. Gómez L. Ovalle S. Mayor K. Martínez |

### 6ª Final de Liga (4º Campeonato de la Liga MX Femenil y 1erCampeón de Campeonas)
Tigres Femenil llega a su cuarta final en el Clausura 2021 el viernes 24 de mayo de 2021, enfrentando al Club Deportivo Guadalajara. Logran una victoria por 2 a 1 en el marcador con goles de Stephany Mayor (13') y Greta Espinoza (94') en el partido de ida en el Estadio Akron. Posteriormente, en el partido de vuelta, el global fue de 7 a 1 con goles de Lizbeth Ovalle (7', 12'), Stephany Mayor (14', 90') y Blanca Solís (89'). Se coronan por cuarta ocasión en el Estadio Universitario y, al ser bicampeonas en el mismo año futbolístico, se les otorga directamente el título de Campeón de Campeonas 2020-21 a Tigres Femenil.
| Alineación (Ida): - Ofelia Solís - Greta Espinoza - Cristina Ferral - Bianca Sierra - Natalia Villarreal - Nancy Antonio - Liliana Mercado - María Sánchez - Lizbeth Ovalle - Belén Cruz - Stephany Mayor - D.T. Roberto Medina |  | O. Solís G. Espinoza C. Ferral B. Sierra N. Villarreal N. Antonio L. Mercado M. Sánchez L. Ovalle B. Cruz S. Mayor |  | Alineación (Vuelta): - Ofelia Solís - Greta Espinoza - Cristina Ferral - Bianca Sierra - Natalia Villarreal - Nancy Antonio - Liliana Mercado - María Sánchez - Lizbeth Ovalle - Belén Cruz - Stephany Mayor - D.T. Roberto Medina |  | O. Solís G. Espinoza C. Ferral B. Sierra N. Villarreal N. Antonio L. Mercado M. Sánchez L. Ovalle B. Cruz S. Mayor |

### 7ª Final de Liga
Las Auriazules llegan a su séptima final en el Apertura 2021 el viernes 11 de noviembre de 2022, enfrentándose por quinta ocasión al Club de Fútbol Monterrey. Empatan 2-2 en el marcador con goles de Greta Espinoza (19') y Stephany Mayor (71') y un autogol de Cristina Ferral (94') en el partido de ida en el Estadio BBVA. Posteriormente, en el partido de vuelta, el global fue de 2 a 2. Pierden la serie en instancia de penales por 3 a 1, quedando subcampeonas por tercera ocasión en el Estadio Universitario.
| Alineación (Ida): - Cecilia Santiago - Greta Espinoza - Cristina Ferral - Bianca Sierra - Natalia Villarreal - Nancy Antonio - Liliana Mercado - María Sánchez - Lizbeth Ovalle - Belén Cruz - Stephany Mayor - D.T. Roberto Medina |  | C. Santiago G. Espinoza C. Ferral B. Sierra N. Villarreal N. Antonio L. Mercado M. Sánchez L. Ovalle B. Cruz S. Mayor |  | Alineación (Vuelta): - Cecilia Santiago - Greta Espinoza - Cristina Ferral - Bianca Sierra - Natalia Villarreal - Nancy Antonio - Liliana Mercado - María Sánchez - Lizbeth Ovalle - Belén Cruz - Katty Martínez - D.T. Roberto Medina |  | C. Santiago G. Espinoza C. Ferral B. Sierra N. Villarreal N. Antonio L. Mercado M. Sánchez L. Ovalle B. Cruz S. Mayor |

### 8ª Final de Liga (5º Campeonato de la Liga MX Femenil)
Las felinas llegan a su octava final de la Liga MX Femenil en el torneo Apertura 2022, el martes 11 de noviembre de 2022, enfrentándose al Club América. Ganaron con un marcador de 1 a 0 con un gol de Lizbeth Ovalle (47') en el partido de ida en el Estadio Azteca. Posteriormente, en el partido de vuelta, el global fue de 3 a 1 con goles de Lizbeth Ovalle (21') y Belén Cruz (49'). Salen campeonas por quinta ocasión en el Estadio Universitario.
| Alineación (Ida): - Cecilia Santiago - Greta Espinoza - Cristina Ferral - Bianca Sierra - Jana Gutiérrez - Natalia Gaitán - Liliana Mercado - Anika Rodríguez - Lizbeth Ovalle - Stephany Mayor - Mia Fishel - D.T. Carmelina Moscato |  | C. Santiago G. Espinoza C. Ferral B. Sierra J. Gutiérrez N. Gaitán L. Mercado A. Rodríguez L. Ovalle S. Mayor M. Fishel |  | Alineación (Vuelta): - Cecilia Santiago - Greta Espinoza - Cristina Ferral - Natalia Villarreal - Anika Rodríguez - Nancy Antonio - Liliana Mercado - Belén Cruz - Lizbeth Ovalle - Stephany Mayor - Mia Fishel - D.T. Carmelina Moscato |  | C. Santiago G. Espinoza C. Ferral A. Rodríguez N. Villarreal N. Antonio L. Mercado B. Cruz L. Ovalle S. Mayor M. Fishel |

### Campeón de Campeonas 2022-23 (2º Campeón de Campeonas)
Las Universitarias disputaron el Campeón de Campeonas Femenil 2022-23, el viernes 7 de julio de 2023, enfrentándose al Club América por tercera ocasión en una final. Ganaron con un marcador de 2 a 0 a favor en el partido de ida en el Estadio Azteca, con goles de Mia Fishel al minuto 69 y al 89. Posteriormente, en el partido de vuelta, el global fue de 3 a 0 con un gol de Lizbeth Ovalle (24'), quedando como campeonas de campeonas por segunda ocasión en el Estadio Universitario.
| Alineación (Ida): - Cecilia Santiago - Jana Gutiérrez - Nayeli Rangel - Athalie Palomo - Natalia Villarreal - Nancy Antonio - Liliana Mercado - Belén Cruz - Joseline Montoya - Maricarmen Reyes - Mia Fishel - D.T. Milagros Martínez |  | C. Santiago J. Gutiérrez N. Rangel A. Palomo N. Villareal N. Gaitán L. Mercado B. Cruz J. Montoya M. Reyes M. Fishel |  | Alineación (Vuelta): - Cecilia Santiago - Greta Espinoza - Cristina Ferral - Natalia Villarreal - Anika Rodríguez - Nancy Antonio - Liliana Mercado - Maricarmen Reyes - Lizbeth Ovalle - Stephany Mayor - Mia Fishel - D.T. Milagros Martínez |  | C. Santiago G. Espinoza C. Ferral A. Rodríguez N. Villarreal N. Antonio L. Mercado M. Reyes L. Ovalle S. Mayor M. Fishel |

### 9ª Final de Liga  (6º Campeonato de la Liga MX Femenil)
La U Femenil jugó su novena final en el Apertura 2023, el viernes 7 de julio de 2023, enfrentándose al Club América por cuarta ocasión en una final. Ganaron con un marcador de 3 a 0 a favor en el partido de ida en el Estadio Azteca, con goles de Stephany Mayor (9'), Maricarmen Reyes (24'), y Belén Cruz (57'). Posteriormente, en el partido de vuelta, el global fue de 3 a 0, quedando como campeonas por sexta ocasión en el Estadio Universitario.
| Alineación (Ida): - Cecilia Santiago - Greta Espinoza - Cristina Ferral - Natalia Villarreal - Anika Rodríguez - Alexia Delgado - Liliana Mercado - Maricarmen Reyes - Lizbeth Ovalle - Belén Cruz - Stephany Mayor - D.T. Milagros Martínez |  | C. Santiago G. Espinoza C. Ferral A. Rodríguez N. Villarreal A. Delgado L. Mercado B. Cruz L. Ovalle S. Mayor M. Reyes |  | Alineación (Vuelta): - Cecilia Santiago - Greta Espinoza - Cristina Ferral - Natalia Villarreal - Anika Rodríguez - Alexia Delgado - Liliana Mercado - Maricarmen Reyes - Lizbeth Ovalle - Belén Cruz - Stephany Mayor - D.T. Milagros Martínez |  | C. Santiago G. Espinoza C. Ferral A. Rodríguez N. Villarreal A. Delgado L. Mercado B. Cruz L. Ovalle S. Mayor M. Reyes |

## Estadísticas

### Copa de la Liga
Actualizado al último partido disputado el: 5 de mayo de 2017
| TORNEO        | PJ | PG | PE | PP | GF | GC | DIF | PTS | LOGRO            | EFE (%) |
| ------------- | -- | -- | -- | -- | -- | -- | --- | --- | ---------------- | ------- |
| Clausura 2017 | 3  | 1  | 1  | 1  | 5  | 7  | -2  | 4   | 6.º              | 44.4    |
| TOTAL         | 3  | 1  | 1  | 1  | 5  | 7  | -2  | 4   | 6º Lugar General | 44.4 %  |

### Primera División
Actualizado al último partido disputado el: 20 de mayo de 2024
| TORNEO        | PJ  | PG  | PE | PP | GF  | GC  | DIF | PTS | POSICIÓN                                     | LOGRO                                        | EFE (%) |
| ------------- | --- | --- | -- | -- | --- | --- | --- | --- | -------------------------------------------- | -------------------------------------------- | ------- |
| Apertura 2017 | 16  | 12  | 1  | 3  | 54  | 11  | 43  | 37  | 2.º                                          | Semifinales                                  | 77.1    |
| Clausura 2018 | 18  | 11  | 3  | 4  | 46  | 22  | 24  | 36  | 3.º                                          | Campeonas                                    | 66.7    |
| Apertura 2018 | 22  | 14  | 8  | 0  | 61  | 26  | 35  | 50  | 1.º                                          | Subcampeonas                                 | 75.8    |
| Clausura 2019 | 22  | 16  | 4  | 2  | 48  | 16  | 32  | 52  | 3.º                                          | Campeonas                                    | 78.8    |
| Apertura 2019 | 24  | 15  | 6  | 3  | 50  | 19  | 31  | 51  | 2.º                                          | Subcampeonas                                 | 70.8    |
| Clausura 2020 | 8   | 7   | 1  | 0  | 22  | 5   | 17  | 22  | Suspendido debido a la pandemia por COVID-19 | Suspendido debido a la pandemia por COVID-19 | 91.7    |
| Apertura 2020 | 23  | 20  | 1  | 2  | 61  | 14  | 47  | 61  | 1.º                                          | Campeonas                                    | 88.4    |
| Clausura 2021 | 23  | 17  | 5  | 1  | 58  | 19  | 39  | 56  | 1.º                                          | Campeonas                                    | 81.2    |
| Apertura 2021 | 21  | 18  | 2  | 1  | 65  | 9   | 56  | 56  | 1.º                                          | Subcampeonas                                 | 88.9    |
| Clausura 2022 | 21  | 14  | 6  | 1  | 54  | 14  | 40  | 45  | 3.º                                          | Semifinales                                  | 76.2    |
| Apertura 2022 | 23  | 17  | 3  | 3  | 64  | 16  | 48  | 54  | 3.º                                          | Campeonas                                    | 78.3    |
| Clausura 2023 | 21  | 14  | 2  | 5  | 55  | 15  | 40  | 44  | 2.º                                          | Semifinales                                  | 69.8    |
| Apertura 2023 | 23  | 18  | 4  | 1  | 60  | 13  | 47  | 58  | 1.º                                          | Campeonas                                    | 84.1    |
| Clausura 2024 | 21  | 16  | 3  | 2  | 55  | 13  | 42  | 51  | 1.º                                          | Semifinales                                  | 81.0    |
| TOTAL         | 286 | 209 | 49 | 28 | 753 | 212 | 541 | 673 | 2.º                                          | 6 Campeonatos                                | 78.44 % |

### Campeón de Campeonas
Actualizado al último partido disputado el: 10 de julio de 2023
| TORNEO      | PJ                                                                              | PG                                                                              | PE                                                                              | PP                                                                              | GF                                                                              | GC                                                                              | DIF                                                                             | PTS                                                                             | POSICIÓN               | EFE (%) |
| ----------- | ------------------------------------------------------------------------------- | ------------------------------------------------------------------------------- | ------------------------------------------------------------------------------- | ------------------------------------------------------------------------------- | ------------------------------------------------------------------------------- | ------------------------------------------------------------------------------- | ------------------------------------------------------------------------------- | ------------------------------------------------------------------------------- | ---------------------- | ------- |
| 2020 – 2021 | Ganó el Apertura 2020 y el Clausura 2021, por lo que se le asignó directamente. | Ganó el Apertura 2020 y el Clausura 2021, por lo que se le asignó directamente. | Ganó el Apertura 2020 y el Clausura 2021, por lo que se le asignó directamente. | Ganó el Apertura 2020 y el Clausura 2021, por lo que se le asignó directamente. | Ganó el Apertura 2020 y el Clausura 2021, por lo que se le asignó directamente. | Ganó el Apertura 2020 y el Clausura 2021, por lo que se le asignó directamente. | Ganó el Apertura 2020 y el Clausura 2021, por lo que se le asignó directamente. | Ganó el Apertura 2020 y el Clausura 2021, por lo que se le asignó directamente. | Campeonas              | N/A     |
| 2022 – 2023 | 2                                                                               | 2                                                                               | 0                                                                               | 0                                                                               | 3                                                                               | 0                                                                               | 3                                                                               | 6                                                                               | Campeonas              | 100     |
| TOTAL       | 2                                                                               | 2                                                                               | 0                                                                               | 0                                                                               | 3                                                                               | 0                                                                               | 3                                                                               | 6                                                                               | 2 Campeón de campeonas | 100 %   |

### Campeonas de goleo
| Torneo        | Jugadora         | Goles | Partidos | Promedio |
| ------------- | ---------------- | ----- | -------- | -------- |
| Apertura 2020 | Katty Martínez   | 18    | 16       | 1.13     |
| Apertura 2022 | Mia Fishel       | 17    | 17       | 1        |
| Apertura 2023 | Maricarmen Reyes | 15    | 15       | 1        |

### Participación internacional
| Partidos internacionales | Partidos internacionales | Partidos internacionales | Partidos internacionales | Partidos internacionales | Partidos internacionales | Partidos internacionales |
| N.º                      | Fecha                    | Localidad                | Local                    | Res.                     | Visitante                | Certamen                 |
| ------------------------ | ------------------------ | ------------------------ | ------------------------ | ------------------------ | ------------------------ | ------------------------ |
| 1                        | 25 de junio de 2019      | Monterrey                | Sun Devil Soccer         | (7) 2:2 (6)              | Tigres de la UANL        | Partido amistoso         |
| 2                        | 5 de octubre de 2019     | San Nicolás de los Garza | Tigres de la UANL        | 2:1                      | Houston Dash             | Partido amistoso         |
| 3                        | 19 de septiembre de 2021 | Houston                  | Houston Dash             | 5:1                      | Tigres de la UANL        | Partido amistoso         |
| 4                        | 7 de abril de 2022       | Austin                   | Universidad de Texas     | 3:2                      | Tigres de la UANL        | Partido amistoso         |
| 5                        | 9 de abril de 2022       | Austin                   | FC Austin Elite          | 0:5                      | Tigres de la UANL        | Partido amistoso         |
| 6                        | 10 de agosto de 2022     | Los Ángeles              | Angel City FC            | 1:0                      | Tigres de la UANL        | Partido amistoso         |
| 7                        | 21 de enero de 2023      | San Nicolás de los Garza | Tigres de la UANL        | 1:0                      | Bayern Múnich            | Partido amistoso         |
| 8                        | 29 de agosto de 2023     | San Nicolás de los Garza | Tigres de la UANL        | 1:3                      | Real Madrid              | Partido amistoso         |
| 9                        | 3 de septiembre de 2023  | San Nicolás de los Garza | Tigres de la UANL        | 0:1                      | F. C. Barcelona          | Partido amistoso         |
| 10                       | 19 de julio de 2024      | San Nicolás de los Garza | Tigres de la UANL        | 4:2                      | Club de Fútbol Pachuca   | 2024 Summer Cup          |
| 11                       | 28 de julio de 2024      | Houston                  | Houston Dash             | 2:1                      | Tigres de la UANL        | 2024 Summer Cup          |
| 12                       | 1 de agosto de 2024      | Kansas City              | Kansas City Current      | 4:1                      | Tigres de la UANL        | 2024 Summer Cup          |

## Goles históricos

### Goles en Copa
| Gol                                       | Fecha             | Jugador          | Rival                     | Resultado | Notas           |
| ----------------------------------------- | ----------------- | ---------------- | ------------------------- | --------- | --------------- |
| 1                                         | 3 de mayo de 2017 | Belén Cruz (19') | Club Universidad Nacional | 4 - 1     | Primer gol Copa |
| Fecha de actualización: 5 de mayo de 2017 |                   |                  |                           |           |                 |

### Goles en Liga
| Gol                                         | Fecha                   | Jugador                | Rival                       | Resultado | Notas           |
| ------------------------------------------- | ----------------------- | ---------------------- | --------------------------- | --------- | --------------- |
| 1                                           | 5 de agosto de 2017     | Blanca Solís (2')      | Club Deportivo Guadalajara  | 2 - 0     | Primer gol Liga |
| 50                                          | 21 de octubre de 2017   | Katty Martínez (45')   | Club de Fútbol Monterrey    | 4 - 1     | Gol número 50   |
| 100                                         | 4 de mayo de 2018       | Katty Martínez (78')   | Club de Fútbol Monterrey    | 2 - 2     | Gol número 100  |
| 200                                         | 29 de abril de 2019     | Greta Espinoza (65')   | Club Puebla                 | 2 - 0     | Gol número 200  |
| 300                                         | 21 de octubre de 2019   | Lizbeth Ovalle (18')   | Tiburones Rojos de Veracruz | 0 - 2     | Gol número 300  |
| 400                                         | 31 de mayo de 2021      | Stephany Mayor (90')   | Club Deportivo Guadalajara  | 5 - 3     | Gol número 400  |
| 500                                         | 27 de marzo de 2022     | Uchenna Kanu (37')     | Club Atlético de San Luis   | 0 – 6     | Gol número 500  |
| 600                                         | 6 de febrero de 2023    | Maricarmen Reyes (71') | Club Atlético de San Luis   | 3 - 1     | Gol número 600  |
| 700                                         | 20 de noviembre de 2023 | Stephany Mayor (90')   | Club de Fútbol Monterrey    | 1 - 0     | Gol número 700  |
| 800                                         | 11 de noviembre de 2024 | Lizbeth Ovalle (65')   | Club Universidad Nacional   | 1 - 0     | Gol número 800  |
| Fecha de actualización: 16 de junio de 2025 |                         |                        |                             |           |                 |

## Máximas goleadoras
Actualizado al último partido disputado el: 20 de mayo de 2024

### Máximas goleadoras en liga
| Pos  | Nacionalidad   | Nombre            | Goles |
| ---- | -------------- | ----------------- | ----- |
| 1.º  | México         | Lizbeth Ovalle    | 136   |
| 2.º  | México         | Stephany Mayor    | 108   |
| 3.º  | México         | Katty Martínez    | 95    |
| 4.º  | México         | Belén Cruz        | 77    |
| 5.º  | Estados Unidos | Mia Fishel        | 47    |
| 6.º  | México         | Maricarmen Reyes  | 33    |
| 7.º  | México         | Liliana Mercado   | 31    |
| 8.º  | México         | Nayeli Rangel     | 31    |
| 9.º  | México         | Fernanda Elizondo | 28    |
| 10.º | México         | Greta Espinoza    | 24    |

| Máximas goleadoras en temporada regular | Máximas goleadoras en temporada regular | Máximas goleadoras en temporada regular | Máximas goleadoras en temporada regular |
| Pos                                     | Nacionalidad                            | Nombre                                  | Goles                                   |
| --------------------------------------- | --------------------------------------- | --------------------------------------- | --------------------------------------- |
| 1.º                                     | México                                  | Stephany Mayor                          | 82                                      |
| 2.º                                     | México                                  | Katty Martínez                          | 81                                      |
| 3.º                                     | México                                  | Lizbeth Ovalle                          | 75                                      |
| 4.º                                     | México                                  | Belén Cruz                              | 59                                      |
| 5.º                                     | Estados Unidos                          | Mia Fishel                              | 38                                      |
| Máximas goleadoras en liguilla          |                                         |                                         |                                         |
| Pos                                     | Nacionalidad                            | Nombre                                  | Goles                                   |
| 1.º                                     | México                                  | Lizbeth Ovalle                          | 25                                      |
| 2.º                                     | México                                  | Stephany Mayor                          | 21                                      |
| 3.º                                     | México                                  | Belén Cruz                              | 15                                      |
| 4.º                                     | México                                  | Katty Martínez                          | 14                                      |
| 5.º                                     | Estados Unidos                          | Mia Fishel                              | 9                                       |

### Máximas anotadoras por temporada
| Máximas anotadoras por temporada de copa MX      | Máximas anotadoras por temporada de copa MX | Máximas anotadoras por temporada de copa MX |
| Torneo                                           | Jugadora                                    | Goles                                       |
| ------------------------------------------------ | ------------------------------------------- | ------------------------------------------- |
| Copa MX 2017                                     | Lanny Silva                                 | 2                                           |
| Máximas anotadoras por temporada regular de liga |                                             |                                             |
| Torneo                                           | Jugadora                                    | Goles                                       |
| Apertura 2017                                    | Carolina Jaramillo                          | 9                                           |
| Clausura 2018                                    | Belén Cruz                                  | 7                                           |
| Apertura 2018                                    | Katty Martínez                              | 12                                          |
| Clausura 2019                                    | Katty Martínez                              | 6                                           |
| Apertura 2019                                    | Katty Martínez                              | 10                                          |
| Clausura 2020 *                                  | Stephany Mayor                              | 6                                           |
| Apertura 2020                                    | Katty Martínez                              | 18                                          |
| Clausura 2021                                    | Stephany Mayor                              | 10                                          |
| Apertura 2021                                    | Stephany Mayor                              | 13                                          |
| Clausura 2022                                    | Stephany Mayor                              | 11                                          |
| Apertura 2022                                    | Mia Fishel                                  | 17                                          |
| Clausura 2023                                    | Mia Fishel                                  | 13                                          |
| Apertura 2023                                    | Maricarmen Reyes                            | 15                                          |
| Clausura 2024                                    | Stephany Mayor                              | 12                                          |

| Máximas anotadoras por liguilla            | Máximas anotadoras por liguilla              | Máximas anotadoras por liguilla              |
| Torneo                                     | Jugadora                                     | Goles                                        |
| ------------------------------------------ | -------------------------------------------- | -------------------------------------------- |
| Apertura 2017                              | Lizbeth Ovalle Liliana Mercado Nayeli Rangel | 1                                            |
| Clausura 2018                              | Belén Cruz Lizbeth Ovalle                    | 2                                            |
| Apertura 2018                              | Lizbeth Ovalle Liliana Mercado               | 2                                            |
| Clausura 2019                              | Katty Martínez                               | 5                                            |
| Apertura 2019                              | Katty Martínez                               | 3                                            |
| Clausura 2020                              | Suspendido debido a la pandemia por COVID-19 | Suspendido debido a la pandemia por COVID-19 |
| Apertura 2020                              | Katty Martínez                               | 4                                            |
| Clausura 2021                              | Stephany Mayor                               | 5                                            |
| Apertura 2021                              | María Sánchez                                | 5                                            |
| Clausura 2022                              | Mia Fishel                                   | 4                                            |
| Apertura 2022                              | Lizbeth Ovalle                               | 5                                            |
| Clausura 2023                              | Lizbeth Ovalle                               | 3                                            |
| Apertura 2023                              | Stephany Mayor                               | 3                                            |
| Clausura 2024                              | Lizbeth Ovalle                               | 2                                            |
| Clausura 2024                              | Maricarmen Reyes                             | 2                                            |
| Máximas anotadoras en campeón de campeonas |                                              |                                              |
| Torneo                                     | Jugadora                                     | Goles                                        |
| 2020 – 2021                                | No se jugó, se asignó directamente.          | No se jugó, se asignó directamente.          |
| 2022 – 2023                                | Mia Fishel                                   | 2                                            |

## Palmarés
Nota: en negrita competiciones vigentes en la actualidad.
| Competición nacional               | Títulos                                                                                                | Subcampeonatos                                                           |
| ---------------------------------- | --- | ------------------------------------------------------------------------ |
| Liga MX Femenil (6/4)              | Clausura 2018, Clausura 2019, Guard1anes 2020, Guard1anes 2021, Apertura 2022, Apertura 2023 (Récord). | Apertura 2018, Apertura 2019, Grita México 2021, Apertura 2024 (Récord). |
| Campeón de Campeones Femenil (3/0) | 2020-21, 2022-23, 2023-24 (Récord).                                                                    |                                                                          |

| Torneos internacionales                         | Títulos | Subcampeonatos |
| ----------------------------------------------- | ------- | -------------- |
| Copa de Campeones Femenina de la Concacaf (0/1) |         | 2024-25        |

### Fuerzas Básicas
| Sub-18/19                                   | Títulos    | Subcampeonatos |
| ------------------------------------------- | ---------- | -------------- |
| Dallas Texans Internacional Girls Cup (2/0) | 2023, 2024 |                |

## Jugadoras Extranjeras
}}
| Jugadora         | Posición      | Edad    | Procedencia                        | Destino                         | Duración             |
| ---------------- | ------------- | ------- | ---------------------------------- | ------------------------------- | -------------------- |
| Stefany Ferrer   | Mediocampista | 26 años | Universidad de Virginia Occidental | Angel City FC                   | Ap. 2021             |
| Mia Fishel       | Delantera     | 24 años | UCLA Bruins                        | Chelsea F.C.                    | Cl. 2022 - Cl. 2023  |
| Uchenna Kanu     | Delantera     | 28 años | Linköpings F. C.                   | Racing Louisville F.C.          | Cl. 2022 - Cl. 2023  |
| Natalia Gaitán   | Defensa       | 34 años | Sevilla F.C.                       | Independiente Santa Fe          | Ap. 2022 - Cl. 2023  |
| Riley Parker     | Delantera     | 25 años | Racing Louisville F. C.            | Racing Louisville F. C.         | Cl. 2023             |
| Noxolo Cesane    | Mediocampista | 24 años | Stade de Reims                     | Universidad del Cabo Occidental | Cl. 2023             |
| Alex Chidiac     | Mediocampista | 26 años | Racing Louisville                  | Melbourne Victory F.C.          | Ap. 2023             |
| Konya Plummer    | Defensa       | 28 años | AIK F.                             | Sigue en el club                | Ap. 2023 -Cl. 2023]] |
| Evelyn Ijeh      | Delantera     | 24 años | Växjö DFF                          | A. C. Milan                     | Ap. 2023 - Cl. 2024  |
| Thembi Kgatlana  | Delantera     | 30 años | Racing Louisville                  | Tigres UANL                     | Cl. 2024             |
| Jennifer Hermoso | Delantera     | 35 años | Club de Fútbol Pachuca             | Tigres UANL                     | Cl. 2024             |

## Entrenadores
Actualizado al último partido disputado el: 20 de mayo de 2024
| Entrenador           | Temporada                        | PJ                                                                              | PG                                                                              | PE                                                                              | PP                                                                              | TR                                                                              | GF                                                                              | GC                                                                              | DIF                                                                             | PTS                                                                             | POS                                                                             | Resultado                                    | EFE (%)       |
| -------------------- | -------------------------------- | ------------------------------------------------------------------------------- | ------------------------------------------------------------------------------- | ------------------------------------------------------------------------------- | ------------------------------------------------------------------------------- | ------------------------------------------------------------------------------- | ------------------------------------------------------------------------------- | ------------------------------------------------------------------------------- | ------------------------------------------------------------------------------- | ------------------------------------------------------------------------------- | ------------------------------------------------------------------------------- | -------------------------------------------- | ------------- |
| Miguel Razo          | Copa MX 2017                     | 3                                                                               | 1                                                                               | 1                                                                               | 1                                                                               | 0                                                                               | 5                                                                               | 7                                                                               | -2                                                                              | 4                                                                               | 6.º                                                                             | Fase de grupos                               | 44.4          |
| Miguel Razo          | Total                            | 3                                                                               | 1                                                                               | 1                                                                               | 1                                                                               | 0                                                                               | 5                                                                               | 7                                                                               | -2                                                                              | 4                                                                               | 6.º                                                                             | Fase de grupos                               | 44.4 %        |
| Osvaldo Batocletti † | Apertura 2017                    | 15                                                                              | 12                                                                              | 0                                                                               | 3                                                                               | 0                                                                               | 54                                                                              | 11                                                                              | 43                                                                              | 36                                                                              | 2.º                                                                             | Semifinal                                    | 80.0          |
| Osvaldo Batocletti † | Clausura 2018                    | 16                                                                              | 9                                                                               | 3                                                                               | 4                                                                               | 0                                                                               | 46                                                                              | 22                                                                              | 24                                                                              | 30                                                                              | 3.º                                                                             | Campeón                                      | 62.5          |
| Osvaldo Batocletti † | Total                            | 31                                                                              | 21                                                                              | 3                                                                               | 7                                                                               | 0                                                                               | 100                                                                             | 33                                                                              | 67                                                                              | 66                                                                              | 3.º                                                                             | 1 Campeonato                                 | 71 %          |
| Ramón Villa Zeballos | Apertura 2018                    | 22                                                                              | 14                                                                              | 8                                                                               | 0                                                                               | 0                                                                               | 61                                                                              | 26                                                                              | 35                                                                              | 50                                                                              | 1.º                                                                             | Subcampeón                                   | 75.8          |
| Ramón Villa Zeballos | Clausura 2019                    | 22                                                                              | 16                                                                              | 4                                                                               | 2                                                                               | 0                                                                               | 48                                                                              | 16                                                                              | 32                                                                              | 52                                                                              | 3.º                                                                             | Campeón                                      | 78.8          |
| Ramón Villa Zeballos | Total                            | 44                                                                              | 30                                                                              | 12                                                                              | 2                                                                               | 0                                                                               | 109                                                                             | 42                                                                              | 67                                                                              | 102                                                                             | 2.º                                                                             | 1 Campeonato                                 | 77.3 %        |
| Roberto Medina       | Apertura 2019                    | 24                                                                              | 15                                                                              | 6                                                                               | 3                                                                               | 0                                                                               | 50                                                                              | 19                                                                              | 31                                                                              | 51                                                                              | 2.º                                                                             | Subcampeón                                   | 70.8          |
| Roberto Medina       | Clausura 2020                    | 8                                                                               | 7                                                                               | 1                                                                               | 0                                                                               | 0                                                                               | 22                                                                              | 5                                                                               | 17                                                                              | 22                                                                              | Suspendido debido a la pandemia por COVID-19                                    | Suspendido debido a la pandemia por COVID-19 | 91.7          |
| Roberto Medina       | Apertura 2020                    | 23                                                                              | 20                                                                              | 1                                                                               | 2                                                                               | 0                                                                               | 61                                                                              | 14                                                                              | 47                                                                              | 61                                                                              | 1.º                                                                             | Campeón                                      | 88.4          |
| Roberto Medina       | Clausura 2021                    | 23                                                                              | 17                                                                              | 5                                                                               | 1                                                                               | 0                                                                               | 58                                                                              | 19                                                                              | 39                                                                              | 56                                                                              | 1.º                                                                             | Campeón                                      | 81.2          |
| Roberto Medina       | Campeón de Campeonas 2020-21     | Ganó el Apertura 2020 y el Clausura 2021, por lo que se le asignó directamente. | Ganó el Apertura 2020 y el Clausura 2021, por lo que se le asignó directamente. | Ganó el Apertura 2020 y el Clausura 2021, por lo que se le asignó directamente. | Ganó el Apertura 2020 y el Clausura 2021, por lo que se le asignó directamente. | Ganó el Apertura 2020 y el Clausura 2021, por lo que se le asignó directamente. | Ganó el Apertura 2020 y el Clausura 2021, por lo que se le asignó directamente. | Ganó el Apertura 2020 y el Clausura 2021, por lo que se le asignó directamente. | Ganó el Apertura 2020 y el Clausura 2021, por lo que se le asignó directamente. | Ganó el Apertura 2020 y el Clausura 2021, por lo que se le asignó directamente. | Ganó el Apertura 2020 y el Clausura 2021, por lo que se le asignó directamente. | Campeón                                      | N/A           |
| Roberto Medina       | Apertura 2021                    | 23                                                                              | 18                                                                              | 4                                                                               | 1                                                                               | 0                                                                               | 65                                                                              | 9                                                                               | 56                                                                              | 56                                                                              | 1.º                                                                             | Subcampeón                                   | 84.1          |
| Roberto Medina       | Clausura 2022                    | 23                                                                              | 14                                                                              | 6                                                                               | 1                                                                               | 0                                                                               | 54                                                                              | 14                                                                              | 40                                                                              | 45                                                                              | 3.º                                                                             | Semifinal                                    | 69.6          |
| Roberto Medina       | Total                            | 124                                                                             | 91                                                                              | 23                                                                              | 8                                                                               | 0                                                                               | 310                                                                             | 80                                                                              | 230                                                                             | 291                                                                             | 2.º                                                                             | 2 Campeonatos 1 Campeón de Campeonas         | 79.6 %        |
| Carmelina Moscato    | Apertura 2022                    | 22                                                                              | 16                                                                              | 3                                                                               | 3                                                                               | 0                                                                               | 64                                                                              | 16                                                                              | 48                                                                              | 54                                                                              | 3.º                                                                             | Campeona                                     | 77.3          |
| Carmelina Moscato    | Clausura 2023                    | 23                                                                              | 14                                                                              | 2                                                                               | 5                                                                               | 0                                                                               | 55                                                                              | 15                                                                              | 40                                                                              | 44                                                                              | 2.º                                                                             | Semifinal                                    | 63.8          |
| Carmelina Moscato    | Total                            | 45                                                                              | 30                                                                              | 5                                                                               | 8                                                                               | 0                                                                               | 119                                                                             | 31                                                                              | 88                                                                              | 98                                                                              | 3.º                                                                             | 1 Campeonato                                 | 70.4 %        |
| Milagros Martínez    | Campeón de Campeonas 2022-23     | 2                                                                               | 2                                                                               | 0                                                                               | 0                                                                               | 0                                                                               | 3                                                                               | 0                                                                               | 3                                                                               | 6                                                                               | N/A                                                                             | Campeona                                     | 100.0         |
| Milagros Martínez    | Apertura 2023                    | 23                                                                              | 18                                                                              | 4                                                                               | 1                                                                               | 0                                                                               | 60                                                                              | 13                                                                              | 47                                                                              | 58                                                                              | 1.º                                                                             | Campeona                                     | 84.1          |
| Milagros Martínez    | Clausura 2024                    | 21                                                                              | 16                                                                              | 3                                                                               | 2                                                                               | 0                                                                               | 55                                                                              | 13                                                                              | 42                                                                              | 51                                                                              | 1.º                                                                             | Semifinal                                    | 81.0          |
| Milagros Martínez    | Campeón de Campeonas 2023 – 2024 | Por definirse                                                                   | Por definirse                                                                   | Por definirse                                                                   | Por definirse                                                                   | Por definirse                                                                   | Por definirse                                                                   | Por definirse                                                                   | Por definirse                                                                   | Por definirse                                                                   | Por definirse                                                                   | Por definirse                                | Por definirse |
| Milagros Martínez    | Total                            | 46                                                                              | 36                                                                              | 7                                                                               | 3                                                                               | 0                                                                               | 118                                                                             | 26                                                                              | 92                                                                              | 115                                                                             | 1.º                                                                             | 1 Campeonato 1 Campeón de Campeonas          | 83.3 %        |